# Mariametridae
Mariametridae zijn een familie van zeelelies uit de orde van de haarsterren (Comatulida).

## Geslachten
- Dichrometra A.H. Clark, 1909
- Lamprometra A.H. Clark, 1913
- Liparometra A.H. Clark, 1913
- Mariametra A.H. Clark, 1909
- Oxymetra A.H. Clark, 1909
- Pelometra A.H. Clark, 1941
- Stephanometra A.H. Clark, 1909